# Margès
 Margès  es una población y comuna francesa, en la región de Ródano-Alpes, departamento de Drôme, en el distrito de Valence y cantón de Saint-Donat-sur-l'Herbasse.

## Demografía
| 421 | 370 | 373 | 444 | 532 | 723 |
| Para los censos de 1962 a 1999 la población legal corresponde a la población sin duplicidades (Fuente: INSEE [Consultar]) |     |     |     |     |     |